# جان هاوسمن
جان هاوسمن (انگلیسی: John Houseman؛ ۲۲ سپتامبر ۱۹۰۲ – ۳۱ اکتبر ۱۹۸۸) یک تهیه‌کننده، هنرپیشه، کارگردان، و فیلم‌نامه‌نویس اهل بریتانیا بود.

## جوایز
وی همچنین برنده جوایزی همچون جایزه اسکار بهترین بازیگر نقش مکمل مرد شده‌است.

## گزیده فیلمشناسی
از فیلم‌ها یا برنامه‌های تلویزیونی که وی در آن نقش داشته‌است می‌توان به آثار زیر اشاره کرد.
- هفت روز در ماه مه (۱۹۶۴)
- سه روز کرکس (۱۹۷۵)
- رولربال(۱۹۷۵)
- سران و سلاطین (۱۹۷۶)
- مه (فیلم ۱۹۸۰) (۱۹۸۰)
- بادیگارد من (۱۹۸۰)
- چراغ‌های روشن، شهر بزرگ (۱۹۸۷)
- زنی دیگر (۱۹۸۸)